# Storia dei Tampa Bay Buccaneers

Il logo dei Buccaneers.

I Tampa Bay Buccaneers sono un club di football americano professionistico nato nel 1976 con sede a Tampa, Florida, USA. Questa voce approfondisce la storia della franchigia dalla fondazione ad oggi.

## 1976–1978: primi anni
I Buccaneers entrarono nella NFL come membri della AFC West division nel 1976. L'anno successivo furono trasferiti nella NFC Central, scambiando la conference con l'altra squadra di espansione del 1976, i Seattle Seahawks, che passarono alla AFC West. Questa riassegnazione fu voluta dalla lega come parte del piano di espansione del 1976, in modo che entrambe le squadre potessero giocare contro ogni squadra della NFL durante le loro prime due stagioni. Invece del tradizionale sistema per cui ogni squadra affronta due volte gli avversari della propria division, i Buccaneers giocarono una volta contro tutti gli avversari della propria conference, più i Seahawks.
La franchigia di espansione di Tampa Bay originariamente fu assegnata a Tom McCloskey, un impresario nel settore della costruzioni di Filadelfia. McCloskey presto iniziò in una disputa finanziaria con la NFL, così la lega lo sostituì con Hugh Culverhouse, un ricco avvocato tributario di Jacksonville. L'accordo di Culverhouse per l'acquisto dei Los Angeles Rams da Dan Reeves fu contrastato dall'acquisizione della squadra da parte di Robert Irsay, il quale poi la cedette a Carroll Rosenbloom in cambio dei Baltimore Colts. Culverhouse così subentrò nell'avviamento della nuova franchigia. Nel sondaggio per dare un nome alla franchigia vinse il nome "Buccaneers", in riferimento alle leggende dei pirati nella Florida del sud-ovest. Le uniformi e "Bucco Bruce", il logo rappresentante un pirata che strizza l'occhio furono disegnati dall'artista del Tampa Tribune Lamar Sparkman, con i colori delle quattro maggiori formazioni dei college dello Stato: l'arancione delle Università di Miami e Florida e il rosso della Florida State University e della University of Tampa. Essi furono una della poche formazioni da indossare le divise bianche nelle gare casalinghe, costringendo gli avversari ad indossare divise scure nel caldo torrido di Tampa. La prima casa della squadra fu il Tampa Stadium, che era stato recentemente ampliato per raggiungere una capienza di 72.500 posti. Steve Spurrier fu il quarterback di Tampa Bay durante la prima stagione della sua storia.
Tampa Bay non vinse la sua prima partita fino alla settimana 13 della sua seconda stagione, iniziando con un record di 0–26 (anche se i Bucs avevano sconfitto gli Atlanta Falcons 17–3 in una gara di pre-stagione del 1976). Fino ai Detroit Lions del 2008, i Bucs del '76 detennero il poco ambito titolo di squadra meno vincente della storia della NFL. La loro striscia perdente attirò le battute dei comici televisivi della seconda serata. La loro prima vittoria avvenne nel 1977 in trasferta contro i New Orleans Saints. Il capo-allenatore dei Saints Hank Stram fu licenziato dopo la sconfitta coi Buccaneers. Tampa Bay attese solo una settimana per la sua seconda vittoria, questa volta in casa contro i St. Louis Cardinals nell'ultima gara della stagione 1977. Anche i Cardinals licenziarono il loro allenatore, Don Coryell, poco dopo. La squadra continuò a migliorare nel 1978, malgrado gli infortuni ad alcuni giocatori chiave impedirono di raggiungere il record vincente promesso da McKay.

## 1979–1982: un periodo di breve successo

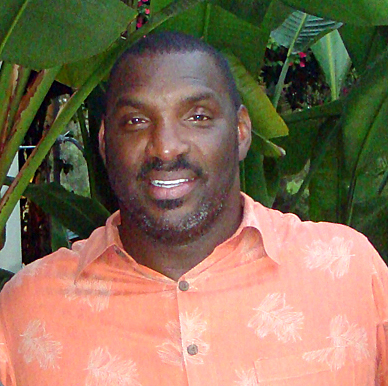
Nel 1979 Doug Williams guidò i Bucs alla loro prima qualificazione ai playoff.

La situazione dei Bucs migliorò rapidamente nel 1979. Con la maturazione del quarterback Doug Williams e del tight end futuro 4 volte Pro Bowler Jimmie Giles, la prima stagione da 1.000 yard corse dal running back Ricky Bell e dalla miglior difesa della lega guidata dal futuro Hall of Famer Lee Roy Selmon, i Bucs iniziarono la stagione con 5 vittorie consecutive, un'impresa che li portò sulla copertina di Sports Illustrated.

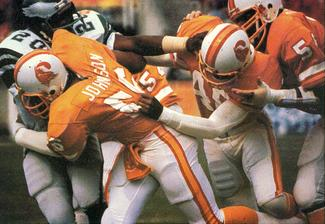
La gara dei playoff 1979 contro gli Eagles

Con quattro gare rimanenti nella stagione, i Bucs necessitavano solo di una vittoria per raggiungere i loro primo playoff. Nella prima partita utile, i Bucs persero contro i Minnesota Vikings 23–22. Nella gara successiva persero nuovamente per 14–0 contro i Chicago Bears e nell'ultima gara in carriera di O.J. Simpson a San Francisco, Tampa Bay perse la terza gara consecutiva e la possibilità di vincere la propria division contro i 49ers che venivano da un record di 1–13. Nell'ultima gara della stagione regolare, contro i Kansas City Chiefs, giocata nel peggior acquazzone mai visto nella storia dei Bucs, Tampa Bay ottenne la vittoria per 3–0. Terminando con un record di 10–6, i Bucs ebbero la prima stagione vincente della storia della franchigia e vinsero la Central Division davanti ai Chicago Bears. A sorpresa, i Bucs superarono i Philadelphia Eagles 24–17 nel divisional round dei playoff. Poiché i Los Angeles Rams avevano sconfitto i Dallas Cowboys nell'altra gara dei playoff della NFC, i Bucs ospitarono la finale della NFC la settimana seguente a Tampa. Lì persero coi Rams 9–0, grazie alla grande difesa di L.A. Nella loro quarta stagione, i Bucs sembravano essere in piena corsa per adempiere al piano di cinque anni di McKay.
I Bucs raggiunsero nuovamente i playoff vincendo la loro division nella stagione 1981, che terminò con una gara al cardiopalma a Detroit. Il vincitore si sarebbe assicurato il titolo della Central Division ed il perdente sarebbe stato escluso dai playoff e i Lions in quella stagione erano ancora imbattuti in casa. I Bucs andarono presto in svantaggio, ma un passaggio da touchdown da 84 yard dal quarterback Williams al wide receiver Kevin House ed un fumble recuperato dal defensive tackle David Logan convertito in un altro touchdown, siglarono la sorprendente vittoria dei Bucs. Nel primo turno dei playoff, i Dallas Cowboys eliminarono Tampa Bay con un netto 38–0.
La stagione 1982 iniziò male per i Bucs, che persero le prime tre partite prima che lo sciopero dei giocatori fermasse la NFL per 7 settimane. Quando la lega riprese a giocare, i Buccaneers furono soprannominati "Cardiac Kids" per aver vinto 5 delle successive 6 gare tutte nei momenti finali delle partite, terminando con un bilancio di 5–4 e qualificandosi per i playoff (quell'anno non ci furono classifiche di division). Nel primo turno, affrontarono nuovamente i Cowboys a Dallas, giocando meglio dell'anno precedente e concludendo in vantaggio il primo tempo. Tampa Bay alla fine perse 30–17. La stagione 1982 si rivelò essere l'ultima stagione regolare con un record vincente della proprietà di Culverhouse.

## 1983–1995: peggior squadra della lega
Prima della stagione 1983, Williams si trasferì nella United States Football League a causa di una disputa salariale. Senza Williams, i Bucs si trovarono ad essere una squadra senza timone. Essi scesero ad un record di 2–14, la prima di una serie record negativa di 12 stagioni con almeno 10 sconfitte. Parte di questo quadro negativo, il vincitore dell'Heisman Trophy Bo Jackson, scelto dai Bucs come primo assoluto nel Draft NFL 1986, fece sapere che non avrebbe mai giocato per Tampa Bay. Dando seguito alle sue parole, questi optò per giocare a baseball per i Kansas City Royals. Jackson in seguito sarebbe tornato a giocare a football coi Los Angeles Raiders. Oltre a Williams, che successivamente avrebbe vinto il Super Bowl come quarterback dei Washington Redskins, altri due quarterback dei Bucs avrebbero guidato le loro successive squadre alla vittoria del Super Bowl. Steve Young lo vinse coi 49ers e Trent Dilfer lo vinse coi Ravens.

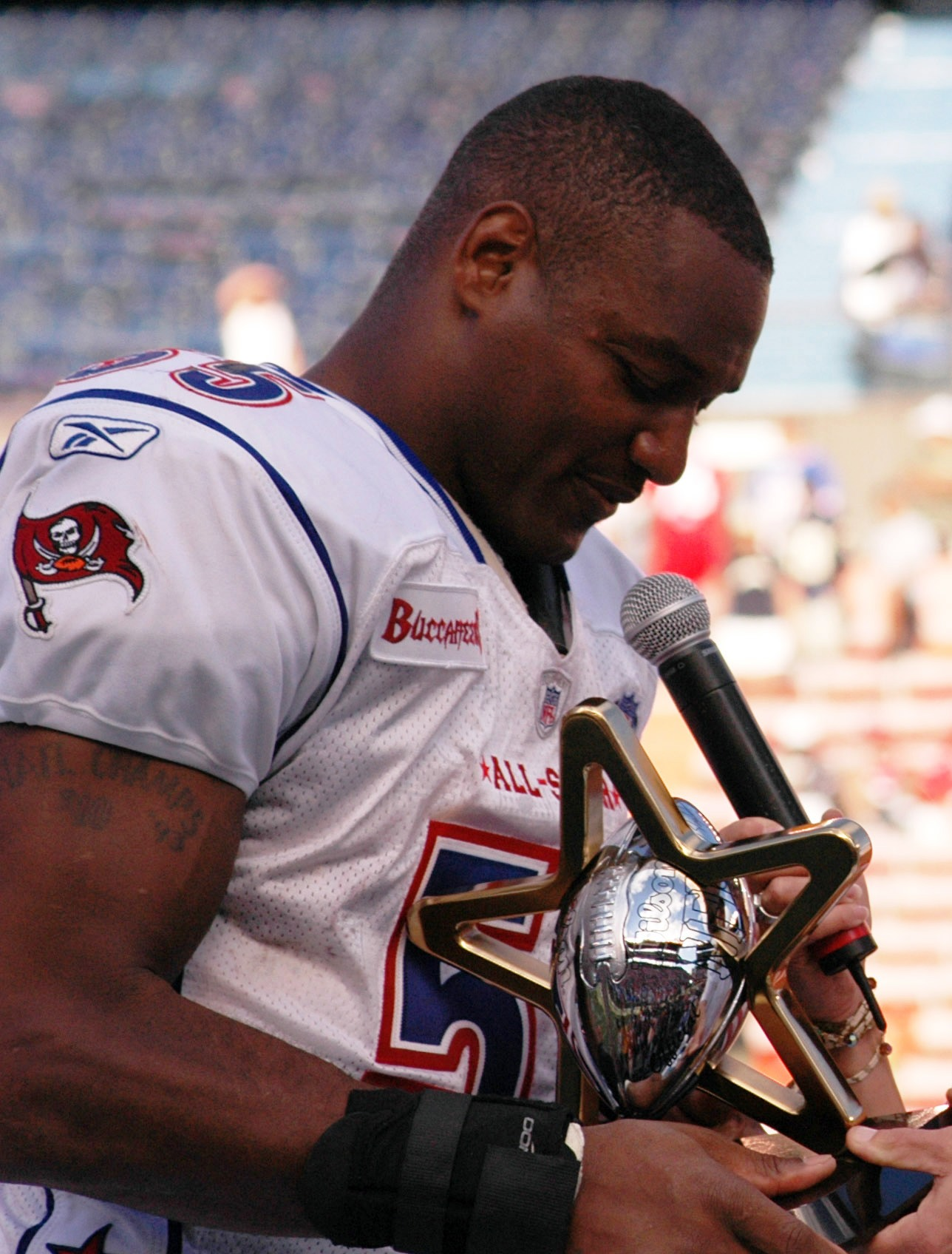
Derrick Brooks, qui col trofeo di MVP del Pro Bowl del 2006, arrivò ai Bucs nel 1995.

I Bucs faticarono principalmente a causa della gestione della franchigia da parte di Culverhouse. Sotto la sua direzione, la squadra era una delle più profittevoli della NFL durante gli anni ottanta. Questo fu dovuto soprattutto al monte stipendi che era tra i più bassi della lega, un ostacolo quindi nell'attrarre giocatori di qualità. Anche le presenze allo stadio calarono; ad un certo punto i Buccaneers trascorsero tre intere stagioni senza che una TV locale trasmettesse le loro partite casalinghe.

## 1996–2001: cambio di proprietà
Malgrado i profitti dei Buccaneers negli anni ottanta, la morte di Culverhouse rivelò che la franchigia era sull'orlo della bancarotta, cosa che sorprese molti osservatori. Suo figlio, l'avvocato di Miami Hugh Culverhouse Jr., praticamente forzò i legali della società a vendere la squadra, cosa che mise in dubbio il futuro della franchigia a Tampa. Interessati all'acquisto si dimostrarono il proprietario dei New York Yankees George Steinbrenner e quello dei Baltimore Orioles Peter Angelos, il quale dichiarò che avrebbe spostato la franchigia a Baltimora, dal momento che all'epoca la città non aveva più una franchigia NFL. Con una sorpresa dell'ultimo minuto, Malcolm Glazer superò le offerte di entrambi, mettendo sul piatto 192 milioni di dollari, il più alto prezzo pagato per una franchigia sportiva professionistica all'epoca. Glazer immediatamente pose i propri figli Bryan, Edward e Joel in capo agli affari finanziari della squadra e l'impegno della famiglia a creare finalmente una squadra vincente, a Tampa, alla fine consentì ai Bucs di diventare competitivi. Le prestazioni della squadra migliorarono sensibilmente quando i Glazer assunsero l'ex coordinatore difensivo dei Minnesota Vikings Tony Dungy come capo-allenatore, rigettando il vecchio design delle uniformi (vedi sotto) e convincendo la Contea di Hillsborough a fornire i fondi per la costruzione del Raymond James Stadium.

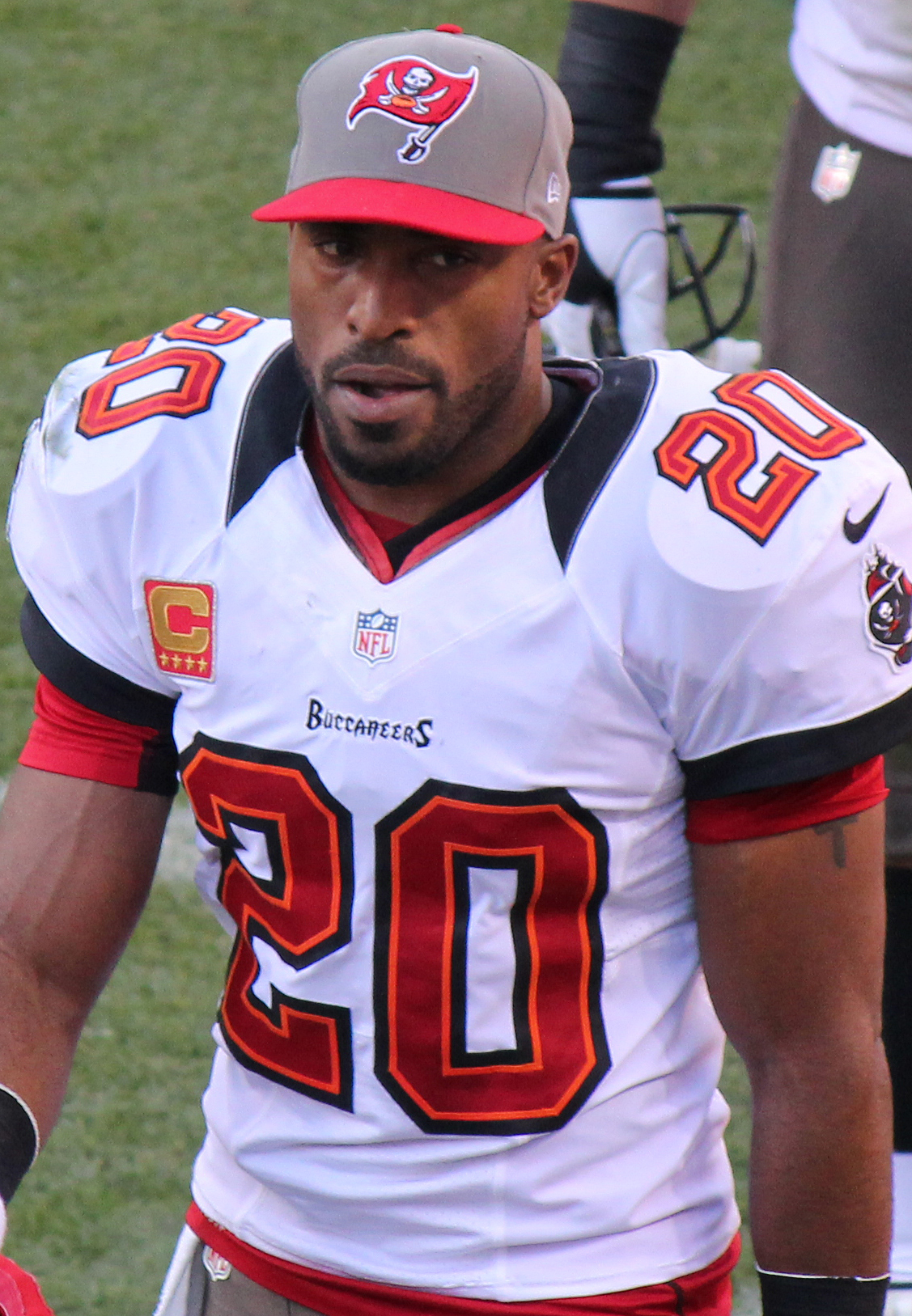
Ronde Barber fu scelto nel Draft NFL 1997.

Durante la prima stagione di Dungy nel 1996, la squadra continuò a faticare iniziando l'anno con una sola vittoria nelle prime nove gare. La seconda parte della stagione terminò invece con un record parziale di 5–2, principalmente grazie alle prestazioni della settima difesa della NFL, guidata da Hardy Nickerson e dalla maturazione delle scelte di Wyche nel draft tra cui Derrick Brooks, John Lynch e Warren Sapp. Dungy, con la sua personalità tranquilla, diede presto un equilibrio ed uno spirito alla squadra ed il suo schema difensivo chiamato Cover 2, perfezionato dal coordinatore difensivo Monte Kiffin e dall'allenatore dei linebacker Lovie Smith, divenne la base per il futuro successo di Tampa Bay. La loro versione di Cover 2 ebbe così successo che venne chiamata Tampa 2. Fu introdotta nei Chicago Bears da Smith, nei Detroit Lions da Rod Marinelli, nei Kansas City Chiefs da Herman Edwards e negli Indianapolis Colts da Dungy stesso oltre ad essere copiata da diverse altre squadre.
La stagione successiva partì con un record di 5–0, riprendendo da dove era terminato l'anno precedente, e tale partenza lampo li condusse ben due volte sulla copertina di Sports Illustrated. I Bucs terminarono con un bilancio di 10–6, la loro prima stagione vincente dal 1982, e la qualificazione ai playoff, come wild card. Nell'ultima gara all'Houlihan's Stadium (ex Tampa Stadium), la squadra sconfisse i Detroit Lions 20–10. I Buccaneers furono eliminati dopo una sconfitta al Lambeau Field contro i futuri vincitori della NFC, i Green Bay Packers, 21–7. L'ottimismo e le aspettative per la stagione successiva rimasero notevoli.

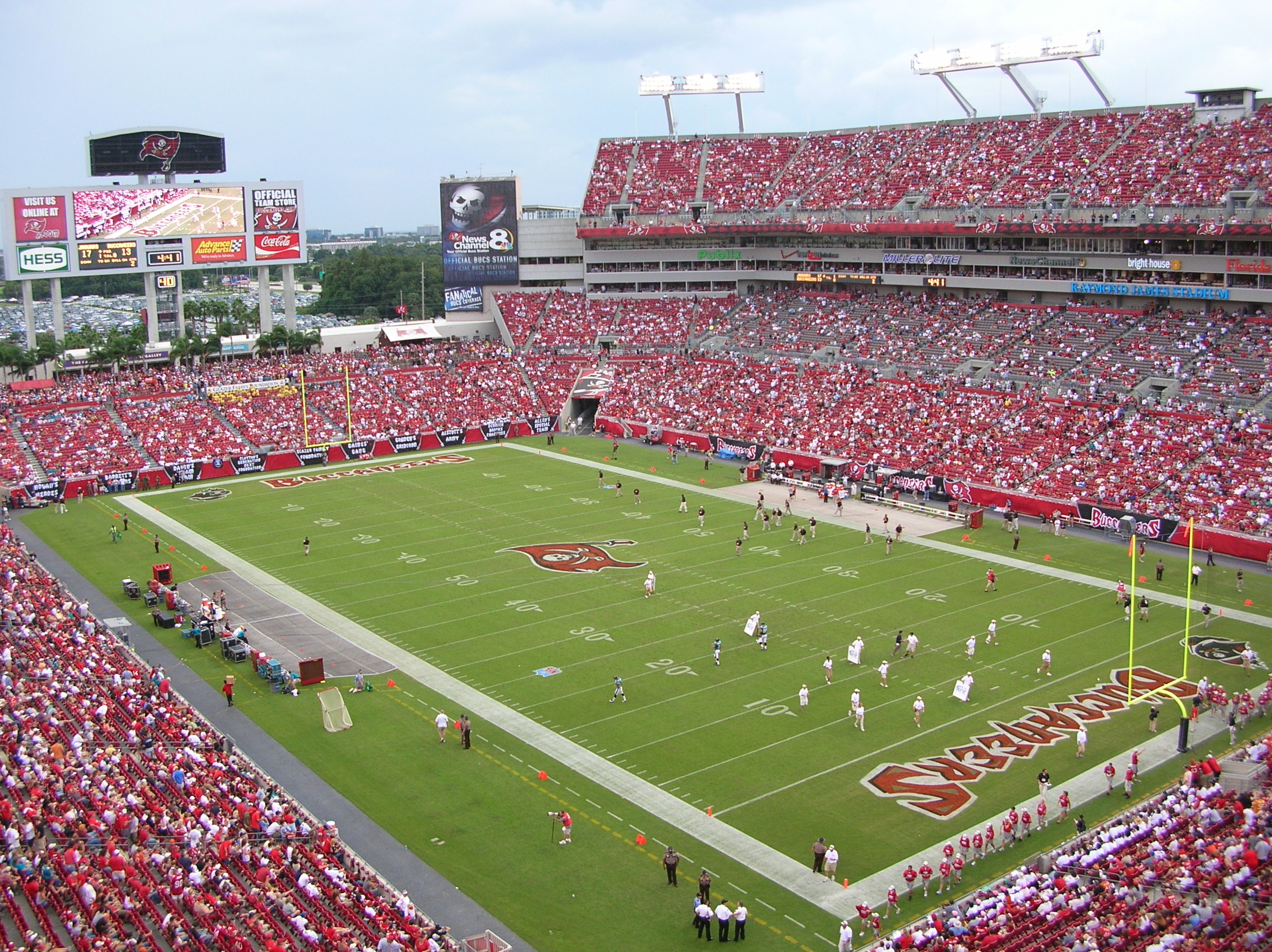
Nel 1998 la squadra passò al nuovo Raymond James Stadium.

La stagione 1998, la prima giocata nell'appena costruito Raymond James Stadium, vide i Bucs perdere diverse gare punto a punto, terminando con deludente record di 8–8. La franchigia giocare le prime 6 gare dell'anno (compresa la pre-stagione) in trasferta, dal momento che il nuovo stadio non era ancora stato terminato.
La stagione 1999 si rivelò più fortunata. Guidati dalla terza difesa della lega e dalle sorprendenti prestazioni del quarterback rookie Shaun King, i Bucs terminarono la stagione 11–5, vincendo la loro terza NFC Central Division. Superarono i Washington Redskins 14–13 nel Divisional round, prima di perdere coi futuri vincitori del Super Bowl, i St. Louis Rams, in una finale della NFC dal punteggio insolitamente basso, 11–6. La sconfitta dei Bucs fu controversa, a causa del rovesciamento di una chiamata arbitrale su un passaggio da King al wide receiver Bert Emanuel, che mise fine alle possibilità dei Bucs di continuare l'ultimo drive per la vittoria. Negli incontri della lega dopo la fine di quella stagione, la NFL cambiò le regole sul passaggio incompleto, il che fu considerata un'ammissione della scorrettezza di quella chiamata.
Nonostante buone stagioni nel 2000 e nel 2001, in cui raggiunsero i playoff, i Buccaneers non furono in grado di raggiungere il loro obiettivo primario, la vittoria del Super Bowl. Le gare di wild card videro protagonista Tampa Bay sempre in trasferta, in quei due anni a Philadelphia contro gli Eagles. Le due sconfitte continuarono un'insolita striscia perdente per la franchigia di Tampa Bay: questa rimase l'unica squadra della storia a non aver vinto nessuna gara di playoff in partite giocate con una temperatura sottozero.

## 2002: Vittoria del Super Bowl
Dungy fu licenziato dai Buccaneers dopo la deludente sconfitta contro i Philadelphia Eagles 31–9 nel turno delle wild card del 2001 venendo presto assunto come capo-allenatore degli Indianapolis Colts, mentre i Bucs cercarono a lungo un sostituto. A diversi potenziali candidati fu offerto il lavoro, compreso il capo-allenatore della University of Florida Steve Spurrier, l'ex allenatore dei New York Giants Bill Parcells ed il coordinatore difensivo dei Baltimore Ravens Marvin Lewis. Spurrier firmò coi Redskins quando gli fu offerto il più ricco contratto mai firmato da un allenatore della NFL ed anche Parcells rifiutò il posto. Il general manager Rich McKay allora puntò su Lewis. I fratelli Glazer furono così infastiditi dalla scelta di un altro allenatore dalla mentalità difensiva che sopravanzarono McKay e presero essi stessi il controllo nella ricerca dei candidati. Essi chiarirono che la loro prima scelta era Jon Gruden. Il problema era che questi era ancora sotto contratto con gli Oakland Raiders.

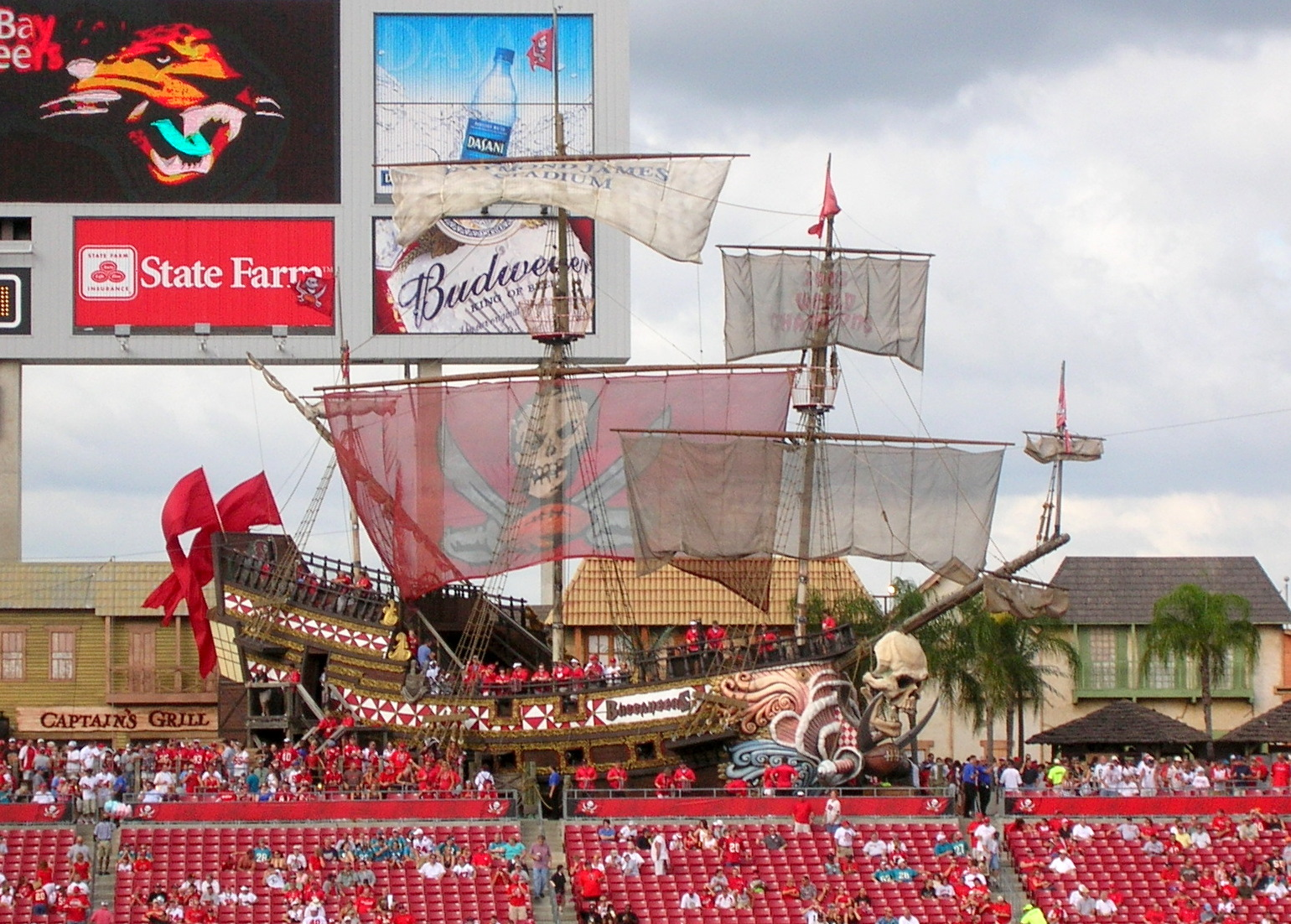
La nave pirata all'interno del Raymond James Stadium.

Mentre erano in corso colloqui segreti coi Raiders, i Glazers pubblicamente inseguirono un altro allenatore dalla mentalità offensiva, il capo-allenatore dei San Francisco 49ers Steve Mariucci. Proprio mentre uscivano le prime notizie che Mariucci aveva acconsentito al doppio ruolo di allenatore e general manager, il proprietario dei Raiders Al Davis acconsentì a svincolare Jon Gruden per firmare con Tampa Bay.
I Glazers alla fine riuscirono a firmare Gruden ma a caro prezzo. I Bucs cedettero infatti quattro scelte del draft, comprese quelle del primo e secondo giro del Draft NFL 2002, la scelta del primo giro del 2003 e la seconda scelta del 2004, oltre ad 8 milioni di dollari in contanti; la lega dopo tale accordo proibì per il futuro scambi tra allenatori e prime scelte. Gruden era frustrato dalle ingerenze nella sua attività di allenatore da parte di Davis e fu più che felice di tornare a Tampa Bay. I suoi genitori vivevano a Carrollwood ed egli trascorse parte della sua infanzia a Tampa all'inizio degli anni ottanta quando il padre era l'allenatore dei running back dei Bucs.
Dopo il suo arrivo a Tampa, Gruden immediatamente si mise al lavoro, tentando di rinforzare un attacco poco produttivo. Un'altra redistribuzione delle squadre della lega spedì i Buccaneers nella nuova NFC South Division, insieme ad Atlanta Falcons, Carolina Panthers e New Orleans Saints.
Guidati dalla miglior difesa della lega, nel 2002 i Buccaneers vissero la loro migliore stagione della storia. Conquistarono la NFC South con il loro miglior record, 12–4, Nel divisional round dei playoff superarono i 49ers 31-6, tenendo San Francisco a soli due field goal segnati, la prima partita di playoff dal 1985 in cui i 49ers non riuscirono a segnare nemmeno un touchdown. Nella finale della NFC, i Buccaneers vinsero la prima gara in trasferta nei playoff della loro storia a Philadelphia contro gli Eagles, superandoli per 27-10 e raggiungendo per la prima volta il Super Bowl.
Il 26 gennaio 2003, al Qualcomm Stadium di San Diego, i Buccaneers affrontarono l'ex squadra di Gruden, gli Oakland Raiders, i quali vantavano il miglior attacco del campionato, nel Super Bowl XXXVII, soprannominato "The Pirate Bowl". Tampa Bay vinse 48–21 intercettando il quarterback avversarioRich Gannon un numero record per l'evento di 5 volte. Miglior giocatore della partita fu la safety Dexter Jackson.

## 2003-2008: periodo di alti e bassi con Jon Gruden

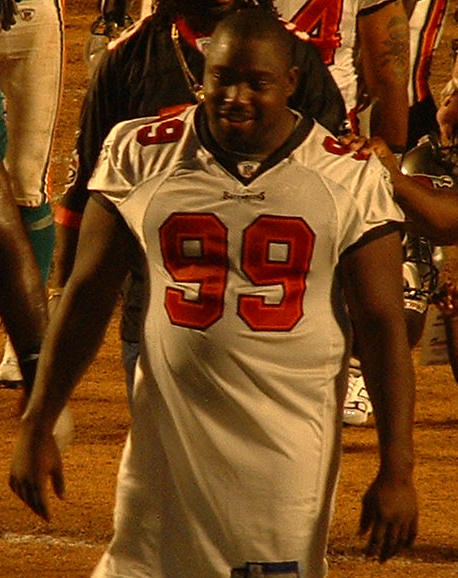
Il defensive tackle Warren Sapp

Poco dopo la vittoria Super Bowl, un numero crescente di voci indicarono la mancanza di pazienza di Gruden nei confronti del general manager McKay. Quest'ultimo era stato il maggior artefice della ricostruzione dei Bucs nei dieci anni precedenti ed egli, proprio come Gruden, aveva stabilito i suoi interessi nell'area di Tampa Bay. Durante la stagione 2003, la relazione tra Gruden e McKay si deteriorò mentre i Bucs faticavano sul campo. A novembre, Keyshawn Johnson fu escluso da dieci partite della squadra per cattiva condotta. Il ricevitore alla fine fu ceduto ai Dallas Cowboys per il wide receiver Joey Galloway, che nel seguito della carriera giocò per New England Patriots, Pittsburgh Steelers e Washington Redskins.
A dicembre, i Glazers concedettero a McKay di lasciare i Bucs prima della fine della stagione regolare ed egli presto si accordò coi Falcons in qualità di presidente e general manager. McKay guardò la sua prima gara come dirigente dei Falcons seduto accanto al proprietario Arthur Blank in uno skybox del Raymond James Stadium. I Falcons sconfissero i Bucs 30–28. Tampa Bay soffrì una partenza negativa e chiuse con sette vittorie e nove sconfitte. Con la caduta dei Raiders a 4–12, nessuna delle squadre che avevano raggiunto il Super Bowl l'anno precedente raggiunse i playoff quell'anno.
Per il 2004, Bruce Allen fu assunto come general manager. Dopo il suo arrivo, sia John Lynch che Warren Sapp furono svincolati, lasciando di sasso molti tifosi dei Buccaneers. La squadra iniziò la stagione con un record di 1–5, la peggior partenza dell'era Gruden. La scarsa mira del kicker Martín Gramática non fu d'aiuto, così la squadra perse molte gare punto a punto e terminò con sole 5 vittorie.
Nella stagione 2005, i Buccaneers celebrarono la loro trentesima annata nella lega e tornarono ad una stagione vincente. Selezionarono Cadillac Williams nel Draft NFL 2005 ed il rookie fornì un running game che Buccaneers non avevano più dai tempi di James Wilder negli anni ottanta. Williams in seguito vinse il premio di rookie offensivo dell'anno. Dopo aver iniziato vincendo cinque delle prime sei sfide, la squadra entrò in una crisi di metà stagione a causa dell'infortunio che tolse dai giochi per tutta la stagione il quarterback Brian Griese. Il suo sostituto Chris Simms faticò all'inizio ma in seguito guidò la squadra ad una vittoria all'ultimo minuto sui Redskins. I Bucs vinsero la NFC South e terminarono 11–5. La stagione terminò però prematuramente con la sconfitta 17–10 nel turno delle Wild Card in una rivincita coi Redskins.

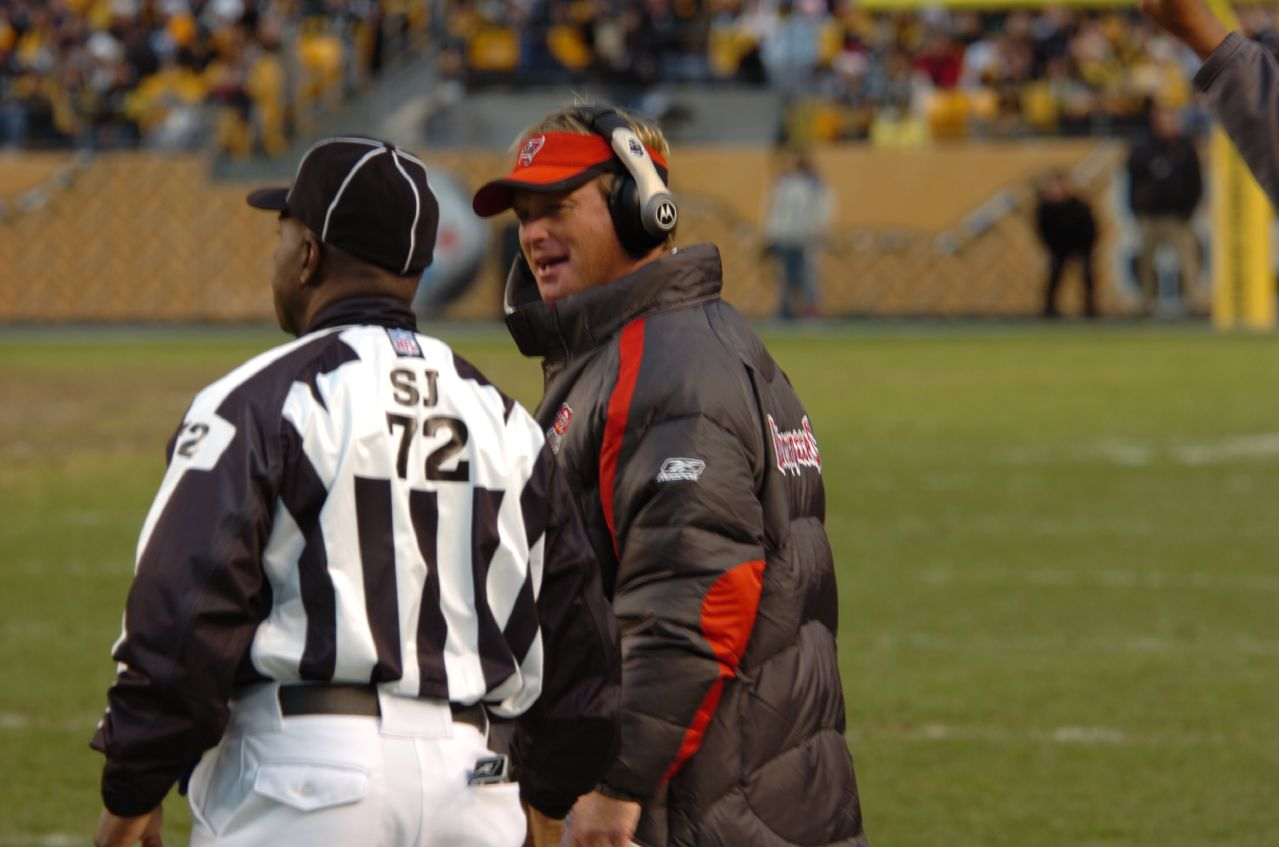
Jon Gruden nel dicembre 2006.

La stagione 2006 dei Bucs non fu al livello della precedente, venendo condizionata dagli infortuni di giocatori titolari come la guardia Dan Buenning, il wide receiver Michael Clayton, il running back Williams, il defensive end Simeon Rice, il cornerback Brian Kelly ed il quarterback Chris Simms, tutti messi in lista infortunati in corso d'opera. L'annata vide diversi rookie partire titolari per i Bucs, tra cui il quarterback Bruce Gradkowski, il tackle Jeremy Trueblood e la guardia Davin Joseph.
Tampa Bay perse tutte le prime sei partite, con Simms, che lanciò un sole touchdown a fronte di sette intercetti, che si infortunò perdendo tutto il resto della stagione. Dopo la settimana di pausa fu nominato come titolare Gradkowski, una scelta del sesto giro del Draft. Dopo avere quasi battuto i Saints, Gradkowski guidò la squadra a vittorie dell'ultimo minuto contro Bengals e Eagles. Il suo successo ebbe tuttavia vita breve e la squadra perse cinque delle successive sei partite. Tim Rattay divenne il quarterback titolare nel finale di stagione, terminata con sole quattro vittorie. L'anziana difesa, con cinque titolari che vi giocavano da un decennio o più, per la prima volta dal 1996 non si classificò tra le prime dieci della lega.

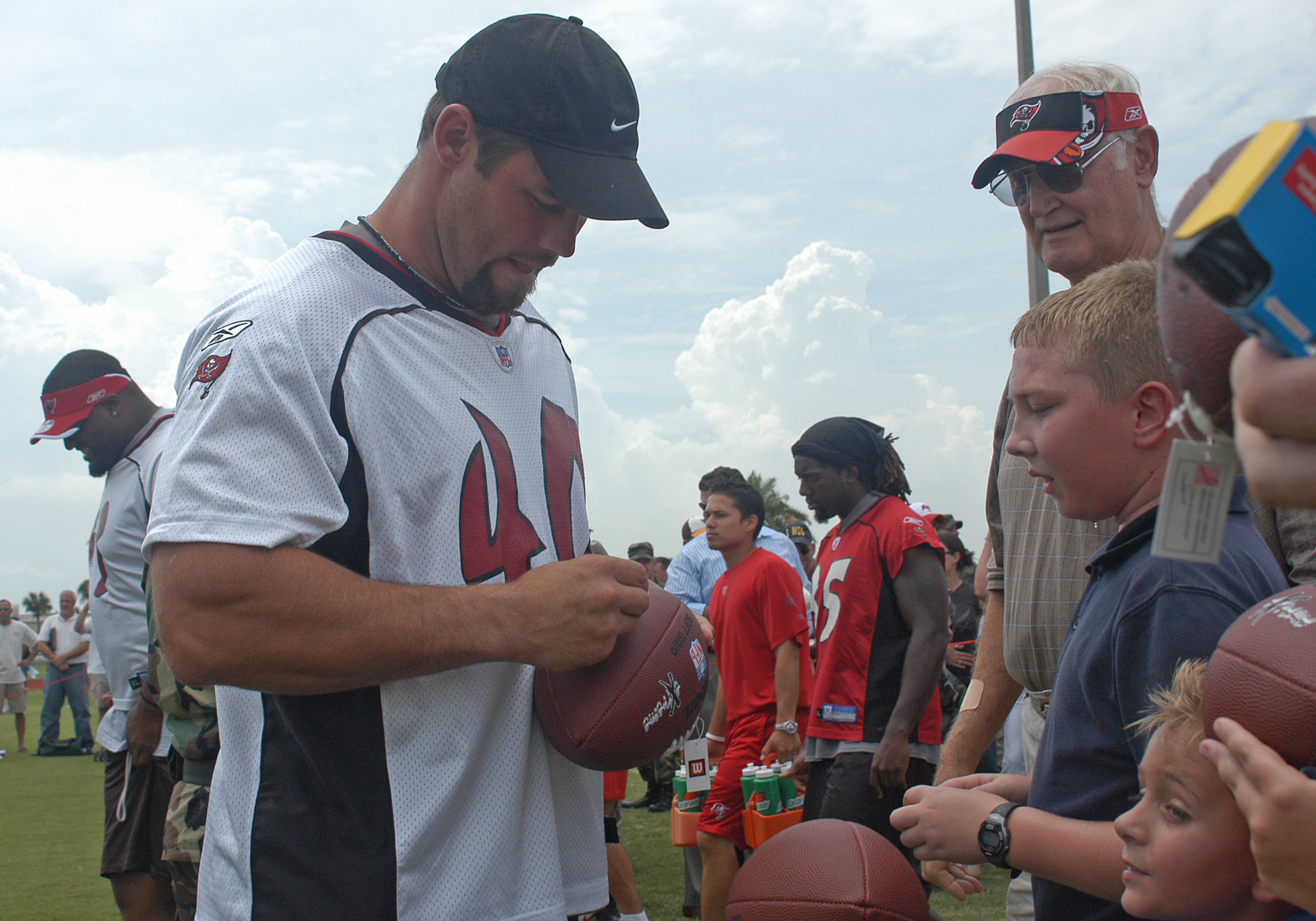
Il fullback Mike Alstott, uno dei preferiti dei tifosi.

Dopo il deludente 2006, i Buccaneers ebbero per la prima volta dopo diversi anni, la possibilità di investire una grossa somma nei free agenti. Acquisirono così il quarterback Jeff Garcia, l'offensive tackle Luke Petitgout, il defensive end Kevin Carter e il linebacker Cato June. Il 28 aprile 2007 scelse nel draft come quarto assoluto il defensive end da Clemson Gaines Adams. Dopo il draft firmarono anche il tight end Jerramy Stevens e il defensive tackle Ryan Sims.
Grazie a questi cambiamenti, la squadra tornò a vincere il titolo di division nel 2007, con un record di 9-7. Il 6 gennaio 2008, ne primo turno di playoff, i Buccaneers persero contro i futuri vincitori del Super Bowl, i New York Giants con un punteggio finale di 24–14.
Prima della stagione 2008, il club rinnovò i contratti a Gruden e al general manager Allen fino alla stagione 2011. Acquisirono anche Warrick Dunn, nelle ultime sei stagioni agli Atlanta Falcons, e Brian Griese, che era stato il titolare della squadra nel 2005 prima che un infortunio lo togliesse dai giochi. Chris Simms invece fu svincolato, dopo non essere più sceso in campo dal 2006. La squadra partì bene nel 2008 con un record di 9-3, arrivando all'ultimo mese della stagione regolare alla pari per il primo posto della division, con la possibilità di avere il miglior record della conference. Il 2 dicembre, fu annunciato che il coordinatore difensivo Monte Kiffin avrebbe lasciato la squadra a fine anno per assumere lo stesso ruolo alla University of Tennessee, sotto la direzione di suo figlio Lane Kiffin. Dopo quell'annuncio, la franchigia perse tutte le ultime quattro gare, terminando con un record di 9-7 per la seconda stagione consecutiva. Diversamente dal 2007, ciò non fu sufficiente per assicurarsi il titolo di division né un posto nei playoff.

## 2009-2011: l'era di Raheem Morris

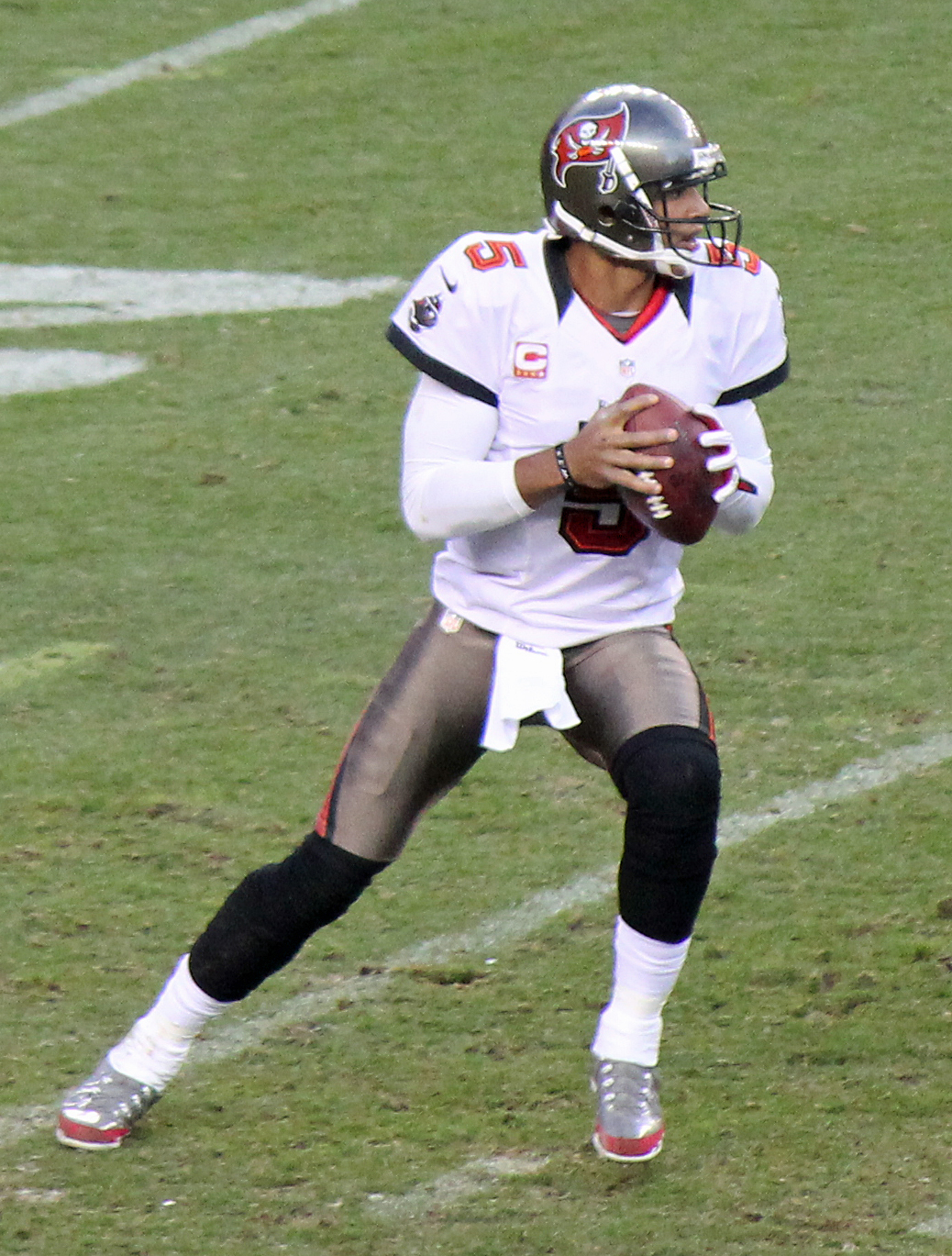
Il quarterback Josh Freeman.

Raheem Morris fu nominato sostituto di Monte Kiffin come coordinatore difensivo nel dicembre 2008. Un mese dopo fu promosso nel ruolo di capo-allenatore. Anche Bruce Allen fu lasciato partire, con Mark Dominik che prese il suo posto come general manager. Diversi veterani furono svincolati, inclusi Derrick Brooks, Joey Galloway e Jeff Garcia. Il nuovo staff ottenne in uno scambio il tight end Kellen Winslow, firmò il quarterback Byron Leftwich e scelse come diciassettesimo assoluto nel Draft NFL 2009 l'altro quarterback Josh Freeman.
La squadra iniziò la stagione 2009 perdendo tutte le prime sette partite, con Leftwich e poi Josh Johnson in cabina di regia. Dopo la settimana di pausa, Freeman fu promosso a quarterback titolare, portando i Bucs alla prima vittoria della stagione. La squadra terminò con un record di 3-11, il suo peggiore dal 1991.
Nel 2010 i Buccaneers sorpresero molti, producendo il più grande miglioramento tra una stagione e l'altra della storia della franchigia, terminando con un record di 10–6. Ciò fu determinato dalle notevoli prestazioni di Freeman, dal ricevitore rookie Mike Williams e di LeGarrette Blount. Tuttavia, la squadra mancò di poco i playoff.
Tampa Bay iniziò la stagione 2011 con alte aspettative, aggiungendo diversi difensori chiave tramite il draft. Dopo una partenza con un record di 4-2, tuttavia, la squadra collassò, perdendo dieci gare consecutive e terminando sul 4–12. Un giorno dopo la sconfitta contro Atlanta per 45–24 nell'ultima gara della stagione, il club licenziò Morris, il coordinatore offensivo Greg Olson e il resto della staff. Durante l'era Morris, la mancanza di successi sul campo, assieme a diversi altri fattori, inclusa la recessione economica mondiale, causarono una diminuzione della presenza di pubblico allo stadio.

## 2012–2013: gli anni con Greg Schiano

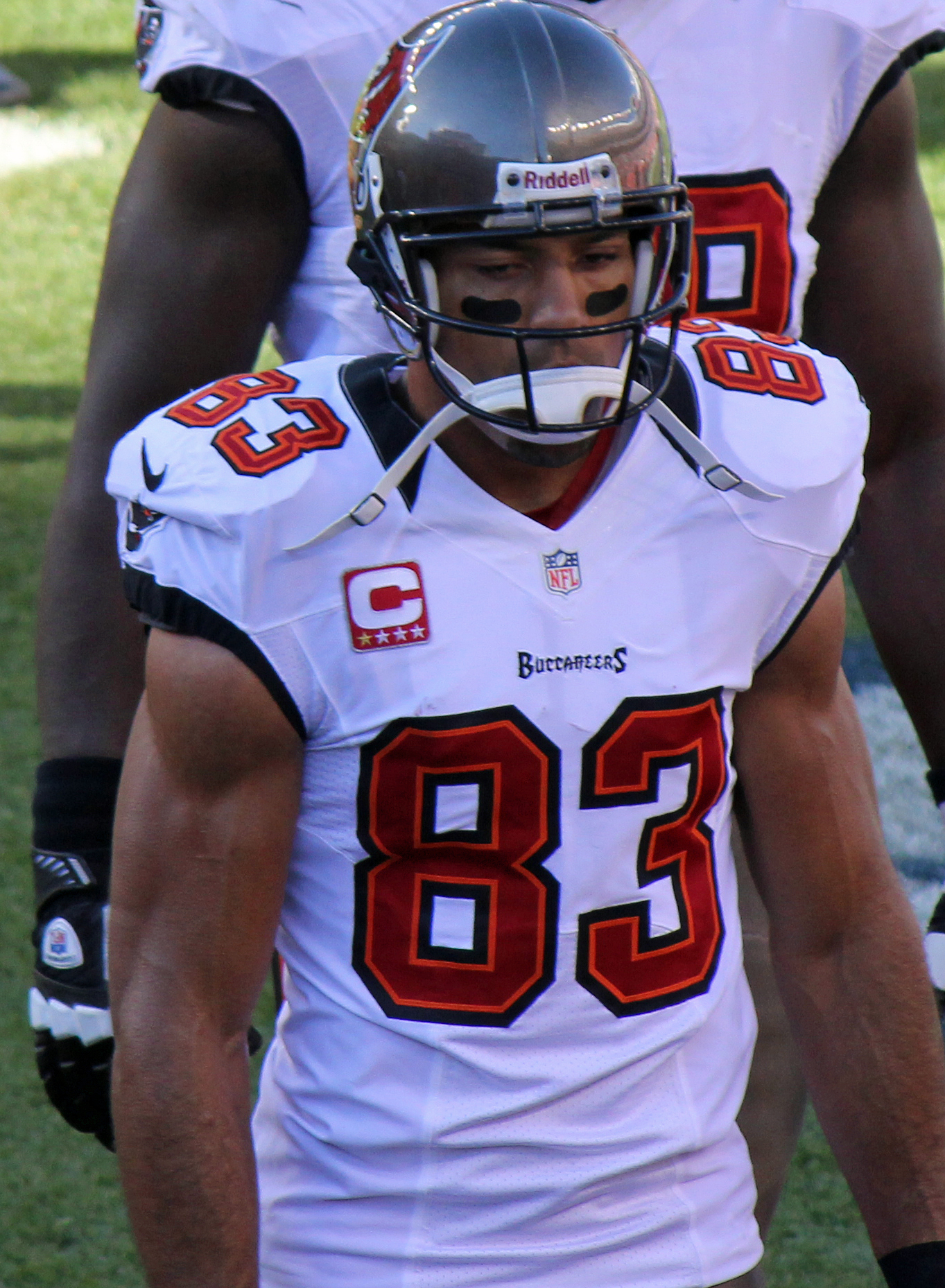
Vincent Jackson nel 2012.

Tre settimane dopo il licenziamento di Raheem Morris, i Buccaneers assunsero Greg Schiano da Rutgers come nuovo capo-allenatore. Nel primo giorno disponibile per la firma dei free agent, la squadra si assicurò giocatori d'alto profilo come Vincent Jackson e Carl Nicks, oltre che Eric Wright. I 140 milioni di dollari investiti nel giro di 24 ore furono considerati il più grande sforzo della famiglia Glazer da un decennio.
La squadra terminò la stagione 2012 con un record di 7–9, classificandosi prima nella difesa sulle corse. La nota più lieta della stagione furono le prestazioni del running back rookie Doug Martin, che superò il record di franchigia di yard corse in una stagione, detenuto precedentemente da Cadillac Williams, di quasi 300 yard. Anche la presenza di pubblico vide un lieve rialzo. Lo stile severo di Schiano, tuttavia, attirò anche alcune critiche, ad esempio nel finale della gara contro i Giants, ordinò alla propria difesa di continuare a giocare con aggressività quando il quarterback avversario di stava inginocchiando per concludere la gara.
All'inizio della stagione 2013, tifosi e analisti avevano aspettative sopra la media per Tampa Bay, prevedendo un possibile approdo ai playoff, anche in virtù del pubblicizzato arrivo del cornerback All-Pro Darrelle Revis, che divenne il defensive back più pagato della lega. Tali speranze furono però presto deluse. Durante il training camp, avvenne un litigio tra Schiano e il quarterback Josh Freeman. Dopo avere perso tutte le prime tre gare, Freeman fu messo in panchina e alla fine svincolato. Schiano fece partire come titolare il rookie Mike Glennon, ma nonostante le sue prestazioni incoraggianti, la squadra continuò a perdere. La fiducia dei tifosi in Schiano calò rapidamente e dopo una partenza con un record di 0-8, la squadra riuscì ad ottenere una vittoria nel Monday Night Football contro Miami. Una breve striscia vincente vide dei miglioramenti con Glennon come quarterback e Bobby Rainey che si assunse il ruolo di running back titolare dopo che Doug Martin si era infortunato alla spalla, rimanendo fuori per tutta la stagione. Malgrado alcuni miglioramenti individuali e notevoli prestazioni della difesa, la squadra perse tutte le ultime tre gare della stagione, terminando l'annata con sole quattro vittorie. I Bucs si classificarono agli ultimi posti in quasi tutte le categorie statistiche offensive. Il 30 dicembre 2013, Schiano e il general manager Mark Dominik furono licenziati.

## 2014-2015: le stagioni di Lovie Smith e Jason Licht; morte di Malcolm Glazer

### 2014

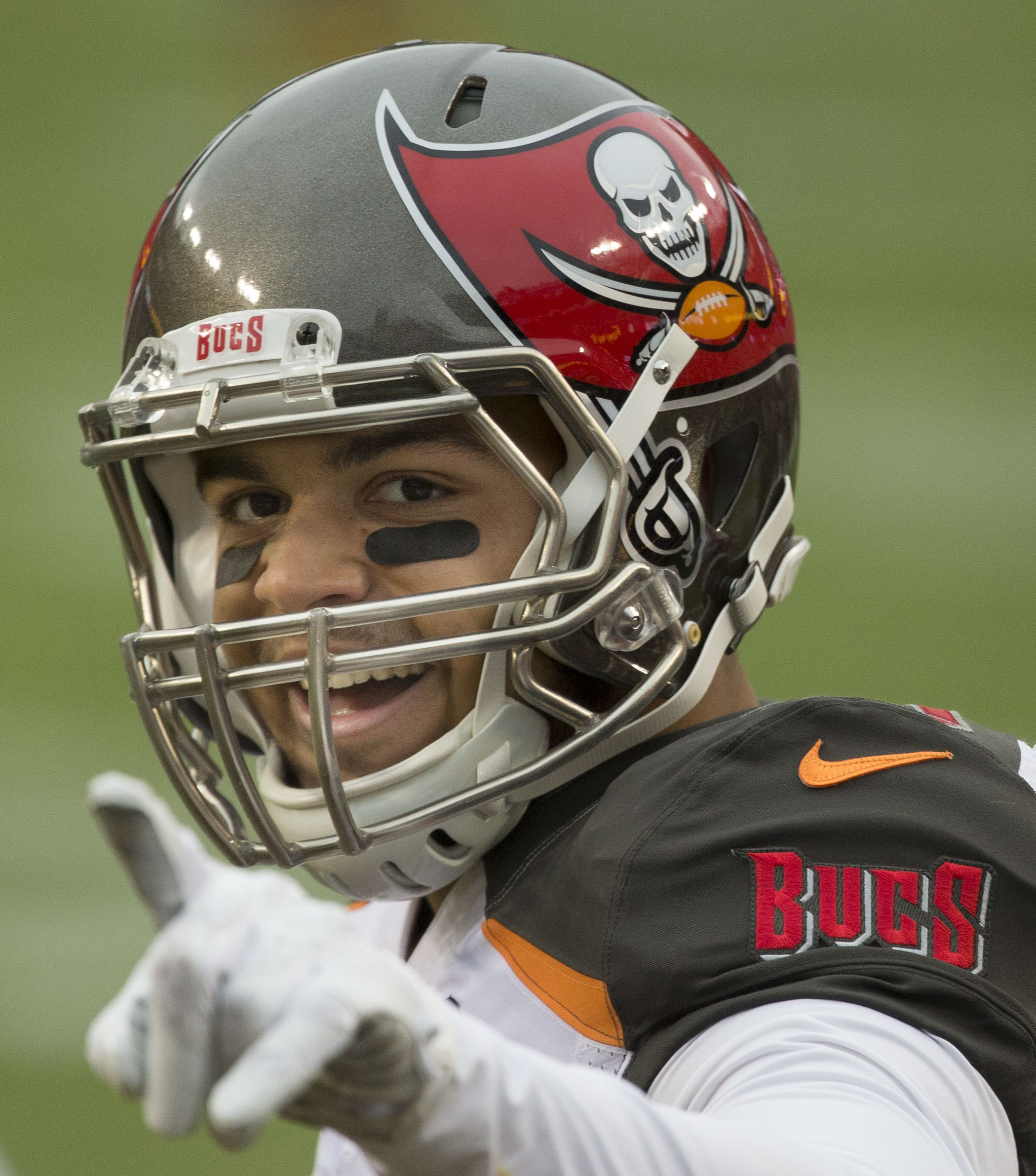
Mike Evans fu scelto come 7º assoluto nel Draft 2014.

Il 1º gennaio 2014, Lovie Smith fu assunto come nuovo capo-allenatore dei Buccaneers. Smith in precedenza aveva trascorso cinque stagioni a Tampa Bay dal 1996 al 2001, come allenatore dei linebacker sotto la direzione di Tony Dungy. Il 21 gennaio 2014, Jason Licht fu assunto come nuovo general manager. Un'acquisizione di rilievo fu l'ex quarterback dei Chicago Bears Josh McCown, reduce dalla miglior stagione della carriera. Riflettendo la volontà di un nuovo inizio per la franchigia, i Buccaneers modificarono il loro logo e le uniformi per la stagione a venire. Intanto, il 28 maggio 2014, all'età di 86 anni morì lo storico proprietario Malcolm Glazer. Il 12 marzo 2014, McCown firmò coi Tampa Bay Buccaneers un contratto biennale del valore di 10 milioni di dollari. Con McCown al timone, la squadra perse le prime tre gare, finché questi non si infortunò, lasciando il posto nella settimana 4 Mike Glennon che guidò i Bucs alla prima vittoria. Questi disputò come titolare anche i successivi cinque turni che risultarono in altrettante sconfitte, finché McCown tornò a riprendere in mano le redini della squadra nella settimana 10 contro i Falcons, un'altra sconfitta. La seconda e ultima vittoria della stagione fu sette giorni dopo in casa dei Redskins. L'annata terminò con un record di 2-14, il peggiore della lega. La nota più positiva fu il ricevitore Mike Evans, scelto come settimo assoluto nel Draft 2014, che stabilì un nuovo record di franchigia con 12 touchdown su ricezione.

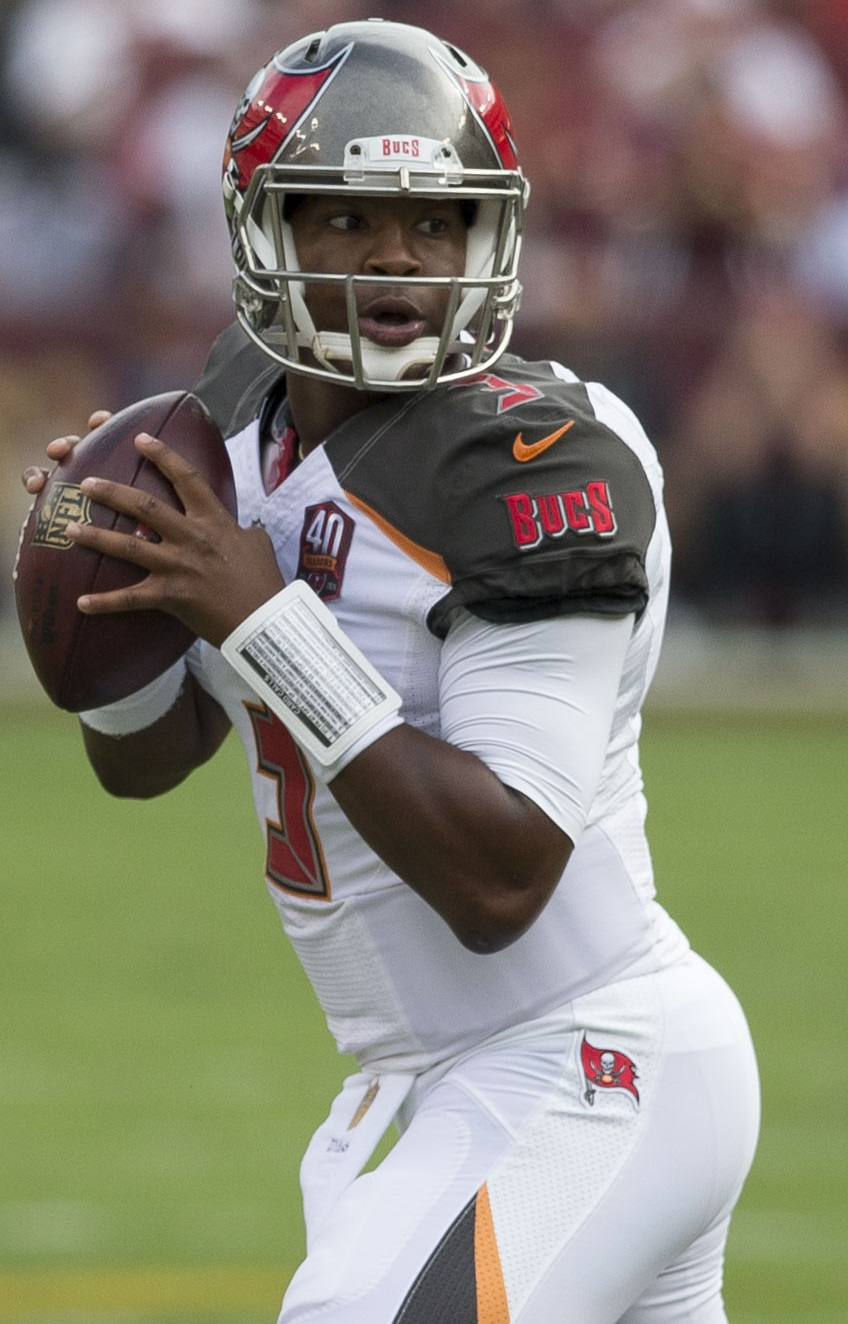
Jameis Winston fu scelto come primo assoluto nel Draft 2015

### 2015
Dopo una sola stagione, l'11 febbraio 2015 i Buccaneers svincolarono McCown. In possesso della prima scelta assoluta nel Draft NFL 2015, la squadra scelse il quarterback Jameis Winston da  Florida State Seminoles, vincitore dell'Heisman Trophy 2013. La prima gara con Winston in cabina di regia fu una sconfitta contro i Tennessee Titans. La prima vittoria giunse sette giorni dopo contro i Saints. Dopo dodici partite, la squadra aveva un record di 6-6, ancora in corsa per un posto nei playoff, ma fu sconfitta in tutte le ultime quattro partite, terminando con un bilancio di 6-10. Nonostante l'avere vinto quattro gare in più della stagione precedente, il capo-allenatore Smith fu licenziato. Dopo qualche difficoltà iniziale, Winston disputò un'annata positiva, passando oltre 4.000 yard e venendo convocato per il Pro Bowl.

## 2016-2018: l'era di Dirk Koetter
Il 15 gennaio 2016, il giorno dopo il licenziamento di Smith, il coordinatore offensivo Dirk Koetter fu promosso capo-allenatore. Dopo la vittoria nella gara di apertura, Tampa Bay perse tutte le altre gare del mese di settembre. La squadra patì diversi infortuni in attacco ma una vittoria nel Monday Night Football contro Carolina la vide iniziare una striscia in cui vinse sette delle successive nove gare. Tra le settimane 10 e 14, i Buccaneers ebbero per la prima volta una serie di cinque gare vinte consecutivamente dalla loro stagione da titolo del 2002. Sconfitte agli ultimi istanti contro Dallas e New Orleans furono decisive per le speranze di playoff del club, mancati per la nona stagione consecutiva malgrado il primo record positivo (9-7) dalla stagione 2010. Winston divenne il primo quarterback della storia a passare oltre 4.000 yard in entrambe le prime stagioni in carriera mentre Mike Evans fu convocato per il primo Pro Bowl dopo essersi classificato secondo nella NFL con 12 touchdown su ricezione.
Dopo l'annata positiva, i Bucs vinsero solamente 10 partite nelle successive due stagioni e il 30 dicembre 2018 Koetter venne licenziato.

## 2019-presente: l'era di Bruce Arians

### 2019
Nel 2019 i Buccaneers firmarono l'ex allenatore degli Arizona Cardinals Bruce Arians che tornò dal ritiro firmando un contratto di 4 anni. Alcune firme chiave furono l'offensive tackle Donovan Smith, il linebacker Shaquil Barrett e il linebacker Deone Bucannon.
Nella prima stagione di Arians vi erano alte aspettative sul miglioramento del gioco di Jameis Winston ma esse andarono deluse. La squadra concluse con un record di 7–9, inclusa una serie di quattro vittorie consecutive nelle settimane 12–15. Winston concluse la sua annata con oltre 5.000 yard passate, 33 touchdown e 30 intercetti, diventando il primo giocatore della storia a passare nella stessa stagione 30 touchdown e 30 intercetti.

### 2020: il periodo Tom Brady e il ritorno al Super Bowl

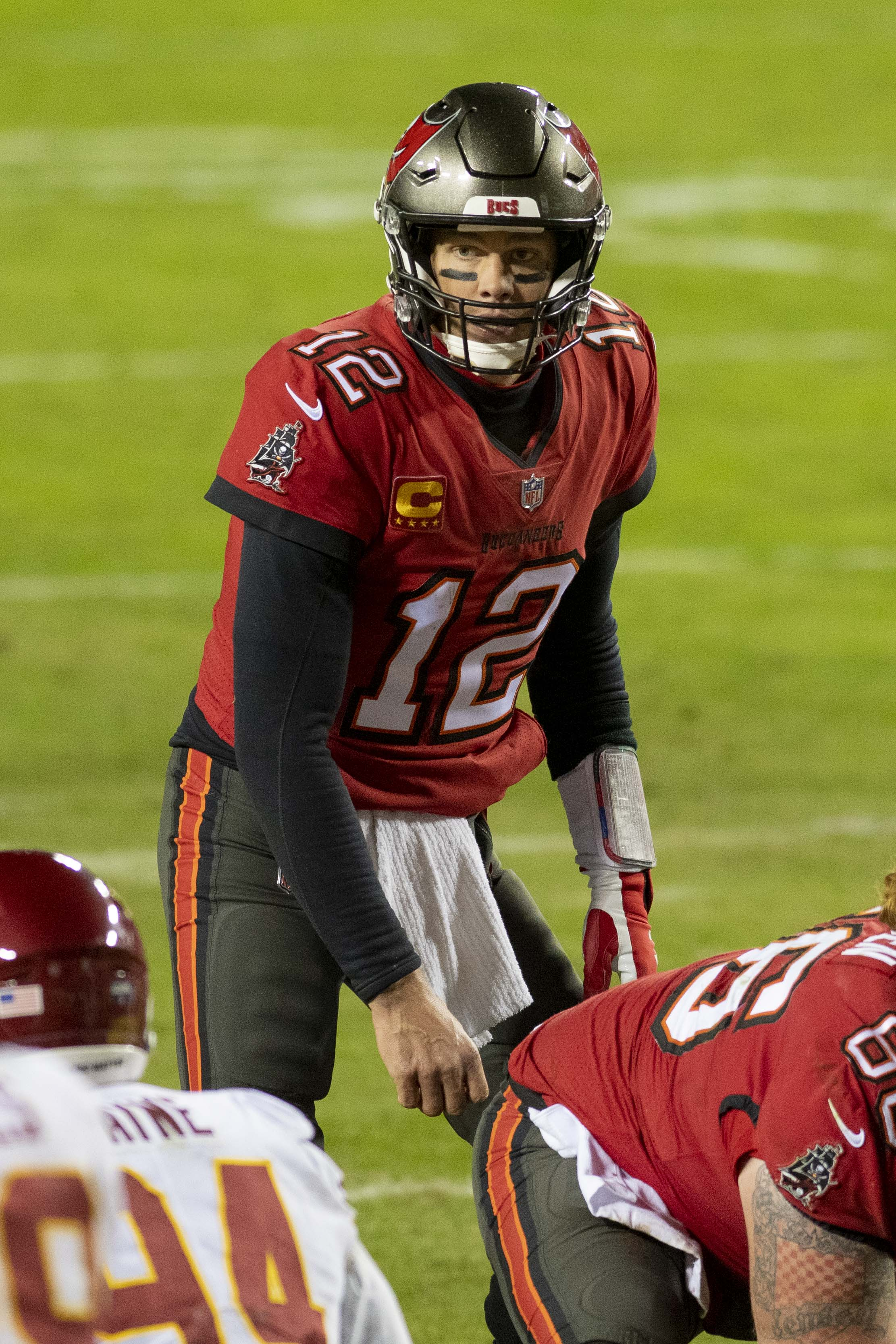
Tom Brady nei playoff 2020 contro Washington

Prima dell'inizio della stagione 2020, Bruce Arians e i Buccaneers decisero di rinunciare a Jameis Winston come loro quarterback e acquistarono il sei volte vincitore del Super Bowl e quarterback veterano dei New England Patriots Tom Brady con un contratto biennale da 25 milioni di dollari. In seguito giunse anche l'ex tight end dei Patriots Rob Gronkowski che tornò dal ritiro per giocare di nuovo accanto a Brady. 
Tom Brady guidò la squadra a un record di 11-5 record e alla prima qualificazione ai playoff dal 2007, battendo il Washington Football Team nel wild card round dei playoff, la prima vittoria dei Bucs nella post-season dal 2002. Nel divisional round batterono i New Orleans Saints rivali di division dopo di che eliminarono i Green Bay Packers numero 1 del tabellone della NFC, qualificandosi per il Super Bowl LV dove hanno sconfitto i Kansas City Chiefs. Furono la prima wild card a qualificarsi al Super Bowl dal 2010 (dopo i Green Bay Packers stessi) e la prima franchigia della storia a disputare la finalissima nello stadio casalingo. Il Super Bowl vide i Buccaneers battere per 31-9 i Kansas City Chiefs, vincendo così il loro secondo titolo; Brady vinse il suo settimo trofeo Super Bowl, il primo della squadra dopo i sei vinti tra i New England Patriots, e il quinto trofeo Super Bowl MVP.
La stagione 2021 finì con un record di 13-4; nei playoff i campioni in carica batterono gli Eagles nel primo turno, prima di venire eliminati dai Los Angeles Rams nel divisional round. Il 2 febbraio 2022, Brady annunciò il suo ritiro dal football professionale, ma quaranta giorni dopo cambiò idea e tornò in squadra, la quale finì la stagione 2022 con un record di 8 vittorie e nove sconfitte, l'ultima contro i Dallas Cowboys per 31-14. Il 1º febbraio 2023, esattamente un anno dopo la prima volta, Brady annunciò il definitivo ritiro dal football professionistico.